# Мариньо, Диего Рафаэль
Диего Рафаэль Мариньо Лейте (кат. Diego Rafael Marinho Leite; 16 июня 1992) — андоррский футболист, нападающий клуба «Пас». Выступал за юношескую сборную Андорры до 19 лет, а также за молодёжную сборную до 21 года.

## Биография

### Клубная карьера
Начал карьеру игрока в «Лузитансе», который выступал в чемпионате Андорры. Мариньо дебютировал в еврокубках 30 июня 2011 года в первом матче первого квалификационного раунда Лиги Европы против хорватского «Вараждина». Главный тренер «Лузитанса» Висенте Маркес выпустил Диего на 67 минуте игры вместо Себастьяна Бертран. Поединок завершился поражением андоррцев со счётом (1:5). Домашняя игра также завершилась поражением (0:1), после чего команда покинула турнир. В сезоне 2012/13 являлся игроком «Интера» из Эскальдеса. По данным за декабрь 2012 года забил 7 голов.
Летом 2013 года Диего Мариньо перешёл в «Ордино». В составе команды играл на протяжении двух лет и стал автором 7 голов в чемпионате Андорры. В 2015 году перебрался в «Женлай», который на тот момент играл во втором дивизионе Андорры. В матче 1/8 финала Кубка Андорры против своего бывшего клуба «Ордино» Мариньо оформил хет-трик, однако это не помогло «Женлаю» пройти в следующий этап соревнования, так как команда уступила со счётом (3:5). По итогам сезона 2015/16 «Женлай» занял первое место в Сегона Дивизио и получил право выступать в Примера Дивизио. Сам же Диего Мариньо забил по ходу турнира 41 гол и стал лучшим бомбардиром второго дивизиона.
Летом 2016 года лучший бомбардир второго дивизиона переходит в «Сан-Жулию». В составе новой команды дебютировал в игре первого тура чемпионата Андорры 2016/17 против своего бывшего клуба «Женлая». Луис Бланко выпустил его на 60 минуте вместо Карлоса Гомеса. Встреча завершилась победой «Сан-Жулии» со счётом (3:1). Всего в составе команды в первой половине сезона 2016/17 провёл 12 игр и забил 3 гола.
В январе 2017 года, вместе с Франческом Эстрагесом и Карлосом Гомесом, был отдан в аренду клубу «Пенья Энкарнада» из Сегона Дивизио. В дебютной игре против дубля «Санта-Коломы» Мариньо отметился хет-триком в ворота соперника и помог новой команде выиграть со счётом (6:1). По итогам сезона «Пенья Энкарнада» заняла второе место в Сегона Дивизио и получила право сыграть в матче за право участие в чемпионате Андорры с седьмой командой Примера Дивизио. Мариньо стал лучшим бомбардиром клуба и вторым бомбардиром Сегоны с 20 забитыми голами в 12 играх. Первая игра плей-офф против «Ордино» завершилась поражением со счётом (0:2). В ответной игре команда сумела обыграть соперника с разгромным счётом (5:1) и вернулась в Примера Дивизио. Мариньо в этой игре отличился забитым дублем.

### Карьера в сборной
Выступал за юношескую сборную Андорры до 19 лет и провёл 4 матча, забив при этом 1 гол. Мариньо забил свой единственный гол в ворота сверстников из Северной Ирландии (1:2). С 2010 года по 2014 год провёл 6 игр за молодёжную сборную Андорры до 21 года.
В марте 2015 года главный тренер национальной сборной Андорры Кольдо вызвал Диего Мариньо в стан команды на игру квалификации на чемпионат мира 2016 года против сборной Боснии и Герцеговины. В самой игре Мариньо участия не принял.

## Достижения
- Победитель второго дивизиона Андорры (1): 2015/16
- Серебряный призёр второго дивизиона Андорры (1): 2016/17
- Лучший бомбардир второго дивизиона Андорры (1): 2015/16